# Володін Микола Павлович
Микола Павлович Володін (22 травня 1905, місто Уральськ, тепер Казахстан — 6 листопада 1965, місто Алма-Ата, тепер Алмати, Казахстан) — радянський діяч органів держбезпеки, міністр державної безпеки Киргизької РСР, полковник. Депутат Верховної ради СРСР 3-го скликання.

## Біографія
Народився в родині пекаря, батько помер у 1921 році. У 1917 році закінчив три класи початкової школи в місті Уральську. З грудня 1919 до листопада 1921 року — конторник Уральського губернського відділення соціального забезпечення.
З листопада 1921 по квітень 1924 року — діловод Уральської губернської надзвичайної комісії (ЧК), діловод Уральського губернського відділу ДПУ. З квітня до червня 1924 року не працював. З червня до вересня 1924 року — роз'їзний касир в селищі Кара-Тюба Джамбейтинського повіту Уральської губернії.
У жовтні 1924 — листопаді 1925 року — діловод карного розшуку Уральського губернського адміністративного відділу. У листопаді 1925 — березні 1927 року — помічник уповноваженого та уповноважений Уральського губернського відділу ДПУ.
З березня 1927 до січня 1930 року — відповідальний секретар міської ради міста Уральська. Член ВКП(б) з березня 1929 року.
У січні — вересні 1930 року — уповноважений Уральського окружного відділу ДПУ. У вересні 1930 — вересні 1932 року — уповноважений Джамбейтинського районного відділу ДПУ.
У вересні 1932 — травні 1935 року — начальник Казталовського районного відділу ДПУ-НКВС Західно-Казахстанської області.
У травні 1935 — січні 1937 року — оперуповноважений УНКВС по Західно-Казахстанській області. У січні 1937 — червні 1939 року — начальник оперативного пункту і 11-го відділення УДБ УНКВС по Західно-Казахстанській області. У червні 1939 — березні 1941 року — начальник 2-го відділення УДБ УНКВС по Алма-Атинській області.
14 березня — 6 серпня 1941 року — начальник УНКДБ по Алма-Атинській області.
6 серпня 1941 — 26 червня 1943 року — начальник УНКВС по Південно-Казахстанській області. 26 червня 1943 — 29 квітня 1945 року — начальник УНКДБ по Південно-Казахстанській області.
29 квітня — 1 жовтня 1945 року — начальник УНКДБ по Алма-Атинській області.
1 жовтня 1945 — 10 січня 1948 року — заступник народного комісара (міністра) державної безпеки Казахської РСР.
10 січня 1948 — 24 травня 1952 року — міністр державної безпеки Киргизької РСР.
З 24 травня 1952 до 16 березня 1953 року — начальник Управління МДБ по Тульській області. З 16 березня 1953 до 13 квітня 1954 року — начальник Управління МВС по Тульській області.
У липні 1954 року звільнений з органів державної безпеки «через хворобу», пенсіонер.
Помер 6 листопада 1965 року в місті Алма-Аті (Алмати).

## Звання
- молодший лейтенант державної безпеки (7.04.1936)
- лейтенант державної безпеки
- старший лейтенант державної безпеки (28.04.1941)
- майор державної безпеки (11.02.1943)
- підполковник державної безпеки (29.04.1944)
- полковник державної безпеки (12.10.1945)

## Нагороди
- два ордени Леніна (24.11.1950, 31.01.1951)
- орден Червоного Прапора (4.12.1945)
- орден Червоної Зірки (3.11.1944)
- орден «Знак Пошани» (20.09.1943)
- дві медалі